# طرفداران انیمه و مانگا

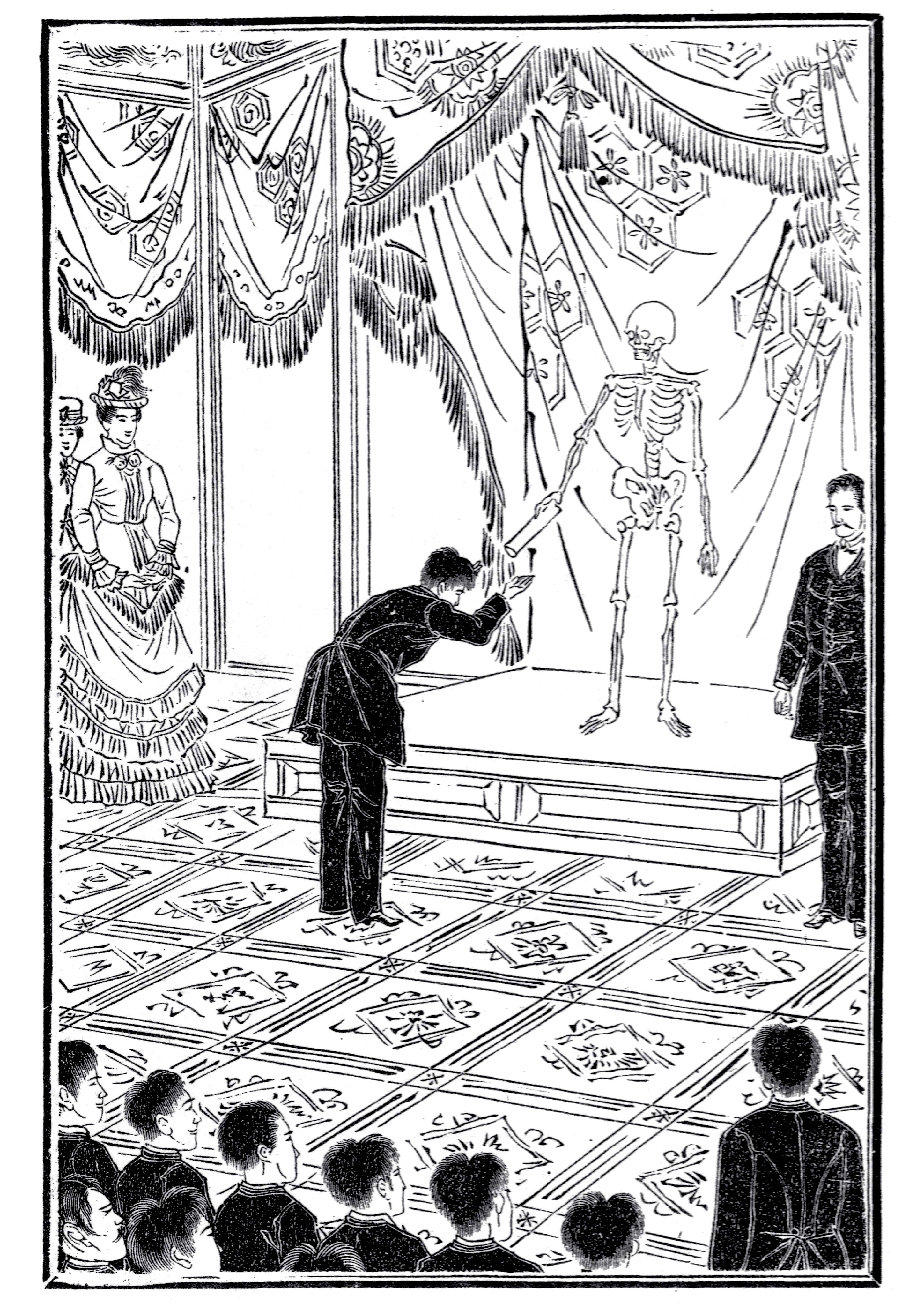
مانگا

طرفداران انیمه و مانگا (به انگلیسی: Anime and manga fandom) یک جامعه جهانی هستند که از انیمه و مانگا طرفداری می‌کنند. انیمه شامل مجموعه‌های پویانمایی و فیلم‌های سینمایی است و مانگا شامل رمان‌های گرافیکی، نقاشی‌ها و کارهای هنری مرتبط است.
طرفداران انیمه و مانگا حداقل به دهه ۱۹۷۰ برمی‌گردد که طرفداران سریال Space Battleship Yamato با هم متحد شدند تا پس از توقف پخش در تلویزیون ژاپن، آن را دوباره روی آنتن دهند. در ژاپن از انیمه و مانگا در مجموع به عنوان صنعت محتوا یاد می‌شود: انیمه، بازی‌های ویدئویی، مانگا و سایر کالاهای مرتبط انواع مختلفی از رسانه هستند که بر محتوا تمرکز می‌کنند.

## اوتاکو
اوتاکو یک اصطلاح ژاپنی است که به افرادی گفته می‌شود که علاقه وسواسی به یک موضوعی دارند اما در جهان اوتاکو  به افرادی گفته می‌شود که  به صورت وسواسی به انیمه علاقه دارند. در انیمه Macross که اولین بار در سال ۱۹۸۲ پخش شد، این اصطلاح توسط شخصیت لین مینای به عنوان یک اصطلاح افتخاری استفاده شد. انیماتورهایی مانند Haruhiko Mikimoto و شوجی کاواموری از اواخر دهه ۱۹۷۰ این اصطلاح را در میان خود به عنوان یک ضمیر دوم شخص عالی استفاده می‌کردند. با این حال، در دهه ۱۹۹۰، اوتاکو کلمه ناخوشایند و توهین آمیز تلقی می‌شد و به این معنی بود که یک فرد از نظر اجتماعی ناتوان است. اوتاکو را می‌توان شبیه به اصطلاحات انگلیسی geek (گیک) یا nerd (خوره) دانست.
با این حال، از سال ۲۰۰۰، این اصطلاح توسط خود طرفداران انیمه و مانگا به عنوان کلمه ای عام‌تر و مثبت‌تر استفاده شد و امروزه این اصطلاح اغلب برای طرفداران انیمه یا مانگا استفاده می‌شود.